# Варваринская церковь (Плёс)
Церковь Варвары Великомученицы — православный храм на востоке Плёса.
Храм расположен на возвышенности недалеко от берега Волги, у подножья горы Левитана. Постройка церкви датируется 1821 годом, это достоверно известное время возведения колокольни. В 1702 году был выдан антиминс в Варваринскую церковь, но неизвестно, был ли это деревянный храм или нынешний каменный. В пользу древней датировки храма свидетельствует художественная бедность и архаичность его экстерьера в сравнении с декором колокольни. Храм представляет собою конструкцию «корабль», где алтарная апсида выходит на восток, а колокольня — на запад. Основной объём представляет собой аскетично украшенный двухъярусный четверик. Его прямоугольные окна в побелённой кирпичной кладке оформлены сандриками и подоконными выступами, на верхнем ярусе — ещё и рамочными наличниками. На границе ярусов находятся круглые ниши, бывшие алтари приделов. Над карнизом с дентикулами находится четырёхскатная симметричная крыша. На ней находятся 5 глав на глухих барабанах, синие по углам и позолоченная центральная. До реконструкции начала XXI века купола были «чешуйчатыми», равно как не было разбивки по цветам.
Полуовальная апсида вытянута по длине храма. Трапезная шире любой другой части церкви. Её углы, как и углы основного четверика, скруглены. Кроме престола великомученицы Варвары в холодной церкви, в трапезной (зимняя церковь) были устроены престолы Николая Чудотворца и Трёх Святителей. Над последними двумя установлены маленькие главки, ныне синие. Интерьер церкви примечателен сохранившейся клеевой живописью середины XIX века на стенах и сводах четверика. На четырёх сторонах свода изображены библейские сцены: Несение креста, Пригвождение к кресту, Положение в гроб и Воскресение. На стенах применена техника «гризайль». Колокольня в стиле зрелого классицизма на каждом из трёх ярусов прорезана арками. Нижние 2 яруса — четверики, верхний — цилиндрический. Нижний ярус оформлен двумя парами пилястр с каждой из сторон, 2 других яруса — одной парой полуколонн. Крышу с круглыми люкарнами венчает глухой барабан с небольшой позолоченной главкой. Колокольня, первый ярус которой является входом в церковь, слегка наклонена.
По данным начала XX века, к церкви были приписаны 171 прихожанин мужского пола и 183 — женского, все — горожане. Церковная земля площадью 1062,6 квадратных саженей была занята храмом, домами и угодьями причта. В советское время церкви был нанесён серьёзный урон размещением в ней цеха Ивановского завода расточных станков. В 1980-х годах храм начали восстанавливать. В 2007 году реконструкция завершилась и церковь была передана Николо-Шартомскому монастырю. Сентября 2023 года является приходским храмом.
Церковь изображена на картине Исаака Левитана «Вечер. Золотой Плёс».